# アンナ・ルイーズ・ストロング
アンナ・ルイーズ・ストロング (Anna Louise Strong , 1885年11月24日 – 1970年3月29日)は、アメリカ合衆国のジャーナリスト。名前は日本語では「アンナ・ルイス・ストロング」とも表記される。

毛沢東とストロング（右）

## 来歴
ネブラスカ州生まれ。ソビエト連邦や中華人民共和国への取材で良く知られている。中国の毛沢東と親交を結び、1970年に移住先の北京で死去した。